# Història dels Pirineus
Aquest article tracta sobre la història humana dels Pirineus.

## Era prehistòrica
Els primers pobles documentats als Pirineus eren ibers: els autors clàssics situen els iacetans al Pirineu central, els ceretans a la Cerdanya i, possiblement, bergistans al Berguedà, olositans a la Garrotxa, andosins a Andorra i airenosis a la vall d'Aran.
- segle ix aC: les tribus celtes, provinents d'Europa central, entren a la península Ibèrica a través dels Pirineus on també s'assenten, passant a ser celtibers.

## Era històrica

L'anomenada Marca Hispànica.

- 219 aC: Hanníbal Barca creua els Pirineus camí a Roma. Finalment és repulsat.
- 133 aC: Els romans arriben a la península Ibèrica durant la Segona Guerra Púnica. A poc a poc estenen la seua influència amb campanyes militars i la construcció de noves ciutats romanes. Tanmateix, aquesta invasió afecta principalment a les valls i la costa mediterrània, i al Pirineu la introducció de la cultura llatina és més lenta i menys pronunciada. Es pot dir el mateix de la posterior introducció del cristianisme. Finalment, la península fou romanitzada i passà a ser coneguda com a Hispània. Les províncies romanes que engloben els Pirineus als dos vessants són a l'est Autrigònia i a l'oest Tarraconense.[cal citació] Durant bastant temps, els vascons resten lliures del domini romà, mes no de la seua influència.
- Durant l'època romana, són una tribu anomenada vascons qui ocupen la major part del Pirineu sud, amb capital a Pamplona. També eren importants els ceretans.
- 44 aC: Els romans conquereixen tota la Gàl·lia i així augmenta la romanització dels Pirineus.
- 507: Amb la caiguda de l'Imperi Romà, els visigots, una tribu germànica, envaeixen Hispània i estableixen el Regne de Toledo. Al nord de la serralada, els francs estableixen el seu propi regne.
- 711: Arriben musulmans provinents del Magrib que envaeixen la península i estableixen un califat a Hispània, que anomenen l'Àndalus. Malgrat arribar al Pirineu, foren expel·lits fins a la conca de l'Ebre per l'emperador Carlemany, creant així una marca d'on nasqueren el Comtat de Barcelona (801), el regne d'Aragó i el regne de Pamplona (825).
- 1137: Creació de la Corona d'Aragó.
- 1271: Incorporació definitiva d'Occitània al Regne de França.

## Era moderna
- 1659: El Tractat dels Pirineus divideix el Pirineu entre França i Espanya. El resultat principal és que la Catalunya Nord passa a formar part de França. Andorra continua com a vassall del bisbe de la Seu d'Urgell i el Comte de Foix.
- Després de la Revolució Francesa, els territoris francopirinencs queden divides en els departaments de Pirineus Atlàntics, Alts Pirineus, Alta Garona, Arieja, i Pirineus Orientals.
- Durant la Guerra civil espanyola i la Segona Guerra Mundial milícies anti-feixistes, anomenades generalment com a Maquis ("garriga", on vivien), eren actius per tot el Pirineu. Vegeu invasió de la Vall d'Aran (1944). Durant tota la segona meitat del segle xx, ETA han utilitzat el Pirineu com a amagatall i base.
- 1978: La Constitució de l'estat espanyol crea les comunitats autònomes d'Euskadi, Aragó i Catalunya. Navarra continua com a província foral.
- 1979: la Constitució de l'estat francès crea les regions d'Aquitània, Migdia-Pirineus i Llenguadoc-Rosselló.
- 1991: Andorra esdevé una democràcia parlamentària.